# Castello Ducale dei Ruffo
Das Castello Ducale dei Ruffo, manchmal auch Castello Emmarita genannt, ist eine Burg aus dem 12. oder 13. Jahrhundert in der Gemeinde Bagnara Calabra in der italienischen Region Kalabrien.

## Geschichte
Roger II. von Sizilien ließ die Burg erbauen. Beim Erdbeben von 1783 erlitt sie schlimmste Schäden, wurde aber in Form eines Palastes wiederaufgebaut. Heute finden künstlerische und kulturelle Veranstaltungen dort statt.

## Beschreibung

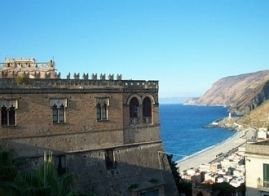
Castello Ducale dei Ruffo in Bagnara Calabra

Das Gebäude zeigt sich außen mit Fassaden aus Sichtmauerwerk. Die Fenster sind Doppelspitzbogenfenster mit Steinpfosten, Tuffquadern und Lavagestein.
Früher war die Burg mit zwei Reihen von Armbrustschützenständen umgeben, die sich von den Brüstungen auf den Zinnen der Mauern erhoben, bestückt mit Kanonen. Dort gab es 12 Bronzekanonen, die „Die zwölf Apostel“ genannt wurden. Der Eingang war mit einer Zugbrücke ausgestattet.

## Besonderheiten
Die Burg kann man über eine berühmte Brücke erreichen, die Ponte di Caravilla, die einzige Steinbrücke der Welt, die man dreimal überqueren muss.